# Schweisel
Le Schweisel est un sommet du massif des Vosges culminant à 1 271 mètres d'altitude.

## Activités

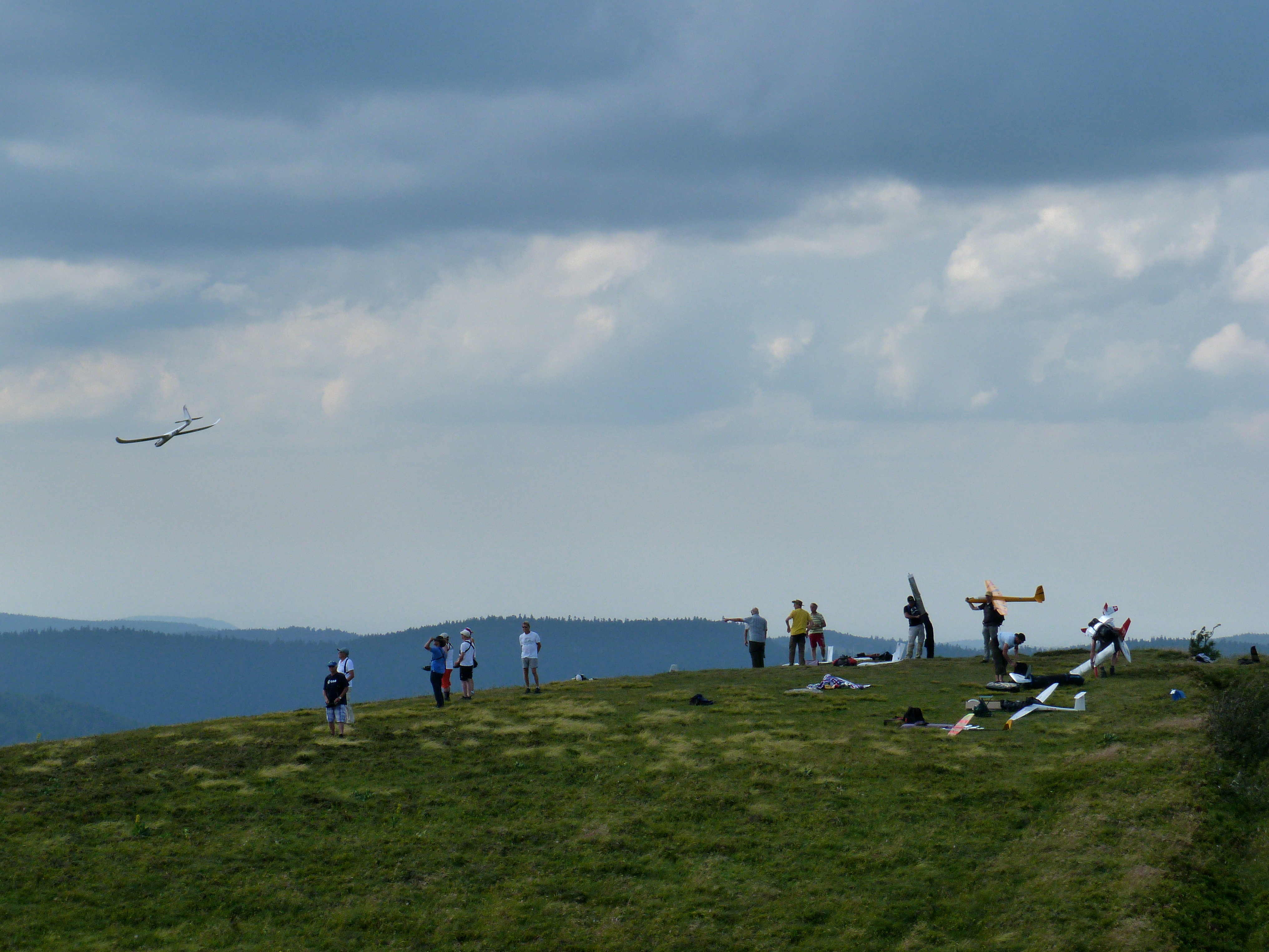
Aéromodélisme au Schweisel.

Le sommet est un site remarquable pour l'activité de vol de pente avec des planeurs radiocommandés ; le site permet l'évolution de toutes catégories de planeurs, selon un vent d'ouest.